# Denis Klobučar
Denis Klobučar (* 16. April 1983 in Rijeka) ist ein ehemaliger kroatischer Skilangläufer. 

## Werdegang
Klobučar, der für den TSK Ravnogorac startete, trat international erstmals bei den Junioren-Skiweltmeisterschaften 1999 in Saalfelden in Erscheinung. Dort belegte er den 77. Platz über 10 km klassisch. In den folgenden Jahren lief er bei den Junioren-Skiweltmeisterschaften 2000 in Štrbské Pleso auf den 90. Platz über 10 km Freistil sowie auf den 60. Rang über 30 km klassisch und bei den Junioren-Skiweltmeisterschaften 2001 in Karpacz auf den 72. Platz im Sprint sowie auf den 64. Rang über 10 km klassisch. In der Saison 2001/02 kam er bei den Junioren-Skiweltmeisterschaften 2002 in Schonach auf den 54. Platz im 30-km-Massenstartrennen sowie auf den 42. Rang über 10 km Freistil und bei den Olympischen Winterspielen 2002 in Salt Lake City jeweils auf den 64. Platz in der Doppelverfolgung und im 30-km-Massenstartrennen, auf den 58. Rang über 15 km klassisch sowie auf den 53. Platz über 50 km klassisch. In der folgenden Saison belegte er bei den Junioren-Skiweltmeisterschaften 2003 in Sollefteå den 55. Platz über 10 km klassisch, den 54. Rang im 30-km-Massenstartrennen sowie den 53. Platz im Sprint und bei den nordischen Skiweltmeisterschaften 2003 im Val di Fiemme den 68. Platz über 15 km klassisch und den 66. Rang in der Doppelverfolgung. Im Februar 2005 absolvierte er in Reit im Winkl sein erstes von insgesamt vier Weltcuprennen, welches er auf dem 84. Platz über 15 km Freistil beendete und errang bei den nordischen Skiweltmeisterschaften 2005 in Oberstdorf den 97. Platz über 15 km Freistil und den 65. Platz im Sprint. In seiner letzten aktiven Saison 2005/06 erreichte er in Düsseldorf mit dem 65. Platz im Sprint seine beste Einzelplatzierung im Weltcup und nahm bei den Olympischen Winterspielen 2006 in Turin an vier Rennen teil. Seine besten Platzierungen dabei waren der 64. Platz in der Doppelverfolgung und zusammen mit Damir Jurčević der 20. Rang im Teamsprint.

## Teilnahmen an Weltmeisterschaften und Olympischen Winterspielen

### Olympische Spiele
- 2002 Salt Lake City: 53. Platz 50 km klassisch, 58. Platz 15 km klassisch, 64. Platz 30 km Freistil Massenstart, 64. Platz 20 km Doppelverfolgung
- 2006 Turin: 20. Platz Teamsprint klassisch, 64. Platz 20 km Doppelverfolgung, 66. Platz 15 km klassisch, 73. Platz Sprint Freistil

### Nordische Skiweltmeisterschaften
- 2003 Val di Fiemme: 66. Platz 20 km Doppelverfolgung, 68. Platz 15 km klassisch
- 2005 Oberstdorf: 65. Platz Sprint klassisch, 97. Platz 15 km Freistil